# Ye wei
Ye wei es esencialmente el sabor salvaje originario en la cocina china. Es casi exclusiva de la República Popular China, ya que solo el continente cuenta con zonas rurales lo suficientemente grandes para los animales sin domesticar.

## Historia
Históricamente los miembros de las cortes imperiales de la época dinástica pedían grandes animales para sus banquetes. Un ejemplo famoso es el Festín Manchú-Han. Actualmente puede ser consumida con cualquiera con acceso a animales salvajes.

## Terminología
La palabra 野 significa básicamente ‘salvaje’, siendo una forma abreviada de 野獸, ‘bestias salvajes’.

## Estilos
Prácticamente no hay métodos de preparación establecidos, ya que cada región puede tener nombres diferentes para los platos.